# ولاية ديار بكر

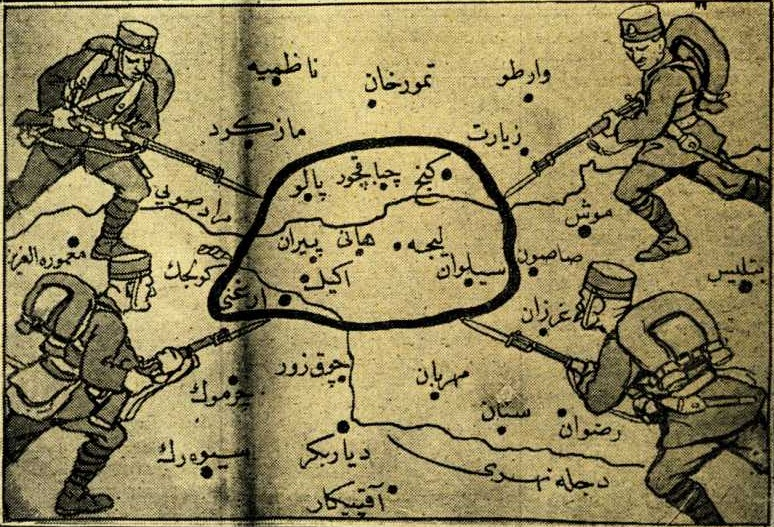
رسم من صحيفة جمهوريت 1925م

محافظة ديار بكر هي إحدى محافظات تركيا. عاصمتها مدينة ديار بكر. تقع في جنوب شرق البلاد وتبلغ مساحتها 15,162 كم2. يبلغ عدد سكانها 1,362,708 نسمة معظمهم من الكرد. يبلغ معدل الكثافة السكانية 89/كم2.